# Matej Sivrić
Matej Sivrić (* 31. ledna 1990, Slavonski Brod) je chorvatský fotbalový útočník, od ledna 2015 hostuje v FC Baník Ostrava z FK Mladá Boleslav.

## Klubová kariéra
Svoji fotbalovou kariéru začal v Livadě Željezničar, odkud ještě jako dorostenec zamířil do NK Marsonia. V roce 2007 se propracoval do prvního týmu. Následně působil v NK Maksimir. V letech 2009–2010 působil v NK Marsonia 1909. V létě 2010 zamířil na své první zahraniční angažmá do Slovanu Liberec. Před sezonou 2011/12 odešel na hostování do Viktorie Žižkov. V létě 2012 se stal hráčem Mladé Boleslavi. Na podzim 2013 se vrátil na hostování do Viktorky Žižkov, odkud se po necelém půl roce vrátil do Mladé Boleslavi. V lednu 2015 odešel na hostování s opcí do Baníku Ostrava.